# Pierre-Médard Diard
Pierre-Médard Diard (19. března 1794 – 16. února 1863) byl francouzský přírodovědec a objevitel, jenž působil především v jižní a jihovýchodní Asii.
Začal studovat medicínu, ale v letech 1813–1814 přerušil studium, neboť byl odveden do francouzské armády. Po své službě studoval u Georgese Cuviera (1769–1832) zoologii a anatomii. V roce 1816 odplul do Indie, aby sbíral exempláře pro Muséum national d'histoire naturelle. Zde se v Kalkatě potkal s kolegou Alfredem Duvaucelem (1793–1825). Působili v Chandannagaru, což byla obchodní stanice Francouzské východoindické společnosti (cca 35 km severně od Kalkaty). Zaměstnávali domorodé lovce, kteří jim dodávali exempláře zvířat a oni je klasifikovali, kreslili a popisovali. Sami rovněž občas podnikali výpravy. Měli i vlastní zahradu, kde pěstovali různé rostliny a chovali ptáky. V červnu roku 1818 pak poslali první várku živočichů do Francie. Koncem roku 1818 začali pracovat jako přírodovědci a průvodci pro sira Thomase Stamforda Rafflese (1781–1826). Společně cestovali po jihovýchodní Asii a dále sbírali především rozličné živočichy. V srpnu 1819 Raffles většinu jejich sbírek zkonfiskoval a o dva roky později výsledky publikoval; nechal jim jen kopie záznamů. Oba francouzští přírodovědci se posléze rozdělili. Diard se vypravil do Batavie (Jakarta), odkud následně poslal velkou zásilku živočichů do Francie (v roce 1820 popsal mj. tanu obecnou). Pak se přesunul na Borneo a následně do Kočinčíny. V oblasti se pohyboval i další léta, dlouho přitom působil i v Komisi přírodní historie Nizozemské východní Indie. Ve 40. letech 19. století se načas vrátil do Evropy. Zemřel v Jakartě v roce 1863.
Mnoho druhů bylo nazváno jeho jménem, jako například:
- bažant prelát (Lophura diardi), pták z čeledi bažantovití (Phasianidae) popsaný Charlesem-Lucienem Bonapartem v roce 1856.
- kukačka Diardova (Rhopodytes diardi), pták z čeledi kukačkovití (Cuculidae) popsaný René Primrose Lessonem v roce 1830.

- levhart Diardův (Neofelis diardi), kočkovitá šelma z podčeledi velké kočky (Pantherinae) popsaná Georgesem Cuvierem v roce 1823.
- trogon Diardův (Harpactes diardii), pták z čeledi z trogonovití (Trogonidae), kterého popsal Temminck v roce 1832.
- Argyrophys diardii, plaz z čeledi slepákovití (Typhlopidae), který popsal Hermann Schlegel v roce 1839.
- Hyllus diardi, pavouk z čeledi skákavkovití (Salticidae) popsaný Charlesem Athanasem Walckenaerem v roce 1837.
- Coilodera diardi, brouk z čeledi vrubounovití (Scarabaeidae) popsaný Hippolytem Louis Gorym a Achillem Rémy Percheronem v roce 1833.
- Carineta diardi, cikáda z čeledi Cicadidae popsaná v roce 1829 Felixem Guérinem-Menevillem.
- sevelie Diardova (Sewellia diardi), paprskoploutvá ryba popsaná Robertsem v roce 1998.